# Juan Vizcaíno
Juan Vizcaíno Morcillo (ur. 6 sierpnia 1966 w Pobla de Mafumet) – hiszpański piłkarz grający na pozycji pomocnika. W swojej karierze 15 razy wystąpił w reprezentacji Hiszpanii.

## Kariera klubowa
Karierę piłkarską Vizcaíno rozpoczął w klubie Gimnàstic Tarragona. W 1983 roku stał się zawodnikiem pierwszego zespołu i przez trzy sezony grał w Segunda División B. W 1986 roku przeszedł do Realu Saragossa. Początkowo grał w rezerwach, a następnie awansował do kadry A. 8 marca 1988 zadebiutował w Primera División w zremisowanym 1:1 wyjazdowym spotkaniu z Sevillą. Z kolei 19 marca 1988, w swoim trzecim występie w lidze, strzelił premierowego gola na szczeblu Primera División - meczu z Valencią (3:1). W pierwszym zespole Realu grał przez 2,5 roku.
Latem 1990 roku Vizcaíno przeszedł z Realu Saragossa do Atlético Madryt. W Atlético swój debiut zanotował 8 września 1990 w meczu z Realem Betis (2:1). W swoim pierwszym sezonie spędzonym w Atlético zdobył Puchar Króla. W 1992 roku powtórzył to osiągnięcie, a w sezonie 1995/1996 wywalczył swoje jedyne mistrzostwo Hiszpanii w karierze. W tamtym sezonie sięgnął też po swój trzeci Puchar Króla. Zawodnikiem Atlético był do końca sezonu 1997/1998.
W 1998 roku Vizcaíno odszedł z Atlético do Realu Valladolid, w którym zadebiutował 29 sierpnia 1998 w meczu z Extremadurą (0:0). W sezonie 2000/2001 grał w Elche CF w Segunda División, a w 2001 roku wrócił do Gimnàstiku Tarragona. W 2002 roku spadł z nim z Segunda División do Segunda División B. W 2004 roku zakończył karierę.
| Sezon   | Klub                | Kraj      | Rozgrywki          | Mecze | Bramki |
| ------- | ------------------- | --------- | ------------------ | ----- | ------ |
| 1983/84 | Gimnàstic Tarragona | Hiszpania | Segunda División B | ?     | ?      |
| 1984/85 | Gimnàstic Tarragona | Hiszpania | Segunda División B | ?     | ?      |
| 1985/86 | Gimnàstic Tarragona | Hiszpania | Segunda División B | ?     | ?      |
| 1986/87 | Deportivo Aragón    | Hiszpania | Segunda División B | ?     | ?      |
| 1987/88 | Real Saragossa      | Hiszpania | Primera División   | 13    | 2      |
| 1987/88 | Deportivo Aragón    | Hiszpania | Segunda División B | ?     | ?      |
| 1988/89 | Real Saragossa      | Hiszpania | Primera División   | 37    | 6      |
| 1989/90 | Real Saragossa      | Hiszpania | Primera División   | 36    | 2      |
| 1990/91 | Atlético Madryt     | Hiszpania | Primera División   | 34    | 3      |
| 1991/92 | Atlético Madryt     | Hiszpania | Primera División   | 36    | 9      |
| 1992/93 | Atlético Madryt     | Hiszpania | Primera División   | 27    | 1      |
| 1993/94 | Atlético Madryt     | Hiszpania | Primera División   | 27    | 1      |
| 1994/95 | Atlético Madryt     | Hiszpania | Primera División   | 29    | 2      |
| 1995/96 | Atlético Madryt     | Hiszpania | Primera División   | 41    | 3      |
| 1996/97 | Atlético Madryt     | Hiszpania | Primera División   | 28    | 2      |
| 1997/98 | Atlético Madryt     | Hiszpania | Primera División   | 33    | 1      |
| 1998/99 | Real Valladolid     | Hiszpania | Primera División   | 31    | 1      |
| 1999/00 | Real Valladolid     | Hiszpania | Primera División   | 24    | 0      |
| 2000/01 | Elche CF            | Hiszpania | Segunda División   | 20    | 0      |
| 2001/02 | Gimnàstic Tarragona | Hiszpania | Segunda División   | 25    | 0      |
| 2002/03 | Gimnàstic Tarragona | Hiszpania | Segunda División B | ?     | ?      |
| 2003/04 | Gimnàstic Tarragona | Hiszpania | Segunda División B | ?     | ?      |

## Kariera reprezentacyjna
W reprezentacji Hiszpanii Vizcaíno zadebiutował 16 stycznia 1991 roku w zremisowanym 1:1 towarzyskim spotkaniu z Portugalią. Występował między innymi w eliminacjach do Euro 1992, a także w eliminacjach do MŚ 1994. Od 1991 do 1992 roku wystąpił w kadrze narodowej 15 razy.
| Mecze i gole w reprezentacji | Mecze i gole w reprezentacji | Mecze i gole w reprezentacji    | Mecze i gole w reprezentacji | Mecze i gole w reprezentacji | Mecze i gole w reprezentacji | Mecze i gole w reprezentacji |
| #                            | Data                         | Stadion                         | Rywal                        | Wynik                        | Gol                          | Rozgrywki                    |
| 1991                         | 1991                         | 1991                            | 1991                         | 1991                         | 1991                         | 1991                         |
| ---------------------------- | ---------------------------- | ------------------------------- | ---------------------------- | ---------------------------- | ---------------------------- | ---------------------------- |
| 1.                           | 16.01.1991                   | Castelló de la Plana, Hiszpania | Portugalia                   | 1:1                          | 0                            | towarzyski                   |
| 2.                           | 20.02.1991                   | Paryż, Francja                  | Francja                      | 1:3                          | 0                            | el. Euro 1992                |
| 3.                           | 27.03.1991                   | Santander, Hiszpania            | Węgry                        | 2:4                          | 0                            | towarzyski                   |
| 4.                           | 17.04.1991                   | Cáceres, Hiszpania              | Rumunia                      | 0:2                          | 0                            | towarzyski                   |
| 5.                           | 04.09.1991                   | Oviedo, Hiszpania               | Urugwaj                      | 2:1                          | 0                            | towarzyski                   |
| 6.                           | 25.09.1991                   | Reykjavík, Islandia             | Islandia                     | 0:2                          | 0                            | el. Euro 1992                |
| 7.                           | 12.10.1991                   | Sewilla, Hiszpania              | Francja                      | 1:2                          | 0                            | el. Euro 1992                |
| 8.                           | 13.11.1991                   | Sewilla, Hiszpania              | Czechosłowacja               | 2:1                          | 0                            | el. Euro 1992                |
| 1992                         |                              |                                 |                              |                              |                              |                              |
| 9.                           | 15.01.1992                   | Torres Novas, Portugalia        | Portugalia                   | 0:0                          | 0                            | towarzyski                   |
| 10.                          | 19.02.1992                   | Walencja, Hiszpania             | WNP                          | 1:1                          | 0                            | towarzyski                   |
| 11.                          | 11.03.1992                   | Valladolid, Hiszpania           | Stany Zjednoczone            | 2:0                          | 0                            | towarzyski                   |
| 12.                          | 22.04.1992                   | Sewilla, Hiszpania              | Albania                      | 3:0                          | 0                            | el. MŚ 1994                  |
| 13.                          | 09.09.1992                   | Santander, Hiszpania            | Anglia                       | 1:0                          | 0                            | towarzyski                   |
| 14.                          | 23.09.1992                   | Ryga, Łotwa                     | Łotwa                        | 0:0                          | 0                            | el. MŚ 1994                  |
| 15.                          | 16.12.1992                   | Sewilla, Hiszpania              | Łotwa                        | 5:0                          | 0                            | el. MŚ 1994                  |

## Sukcesy
- Mistrzostwo Hiszpanii (1)

Atlético Madryt: 1995/1996
- Puchar Króla (3)

Atlético Madryt: 1991, 1992, 1996